# Karabo Sibanda
Karabo Sibanda, född 2 juli 1998, är en botswansk friidrottare som tävlar i kortdistanslöpning. Sibanda blev silvermedaljör på 400 meter vid olympiska sommarspelen för ungdomar 2014.